# Tryphosella spitzbergensis
Tryphosella spitzbergensis är en kräftdjursart som först beskrevs av Édouard Chevreux 1926.  Tryphosella spitzbergensis ingår i släktet Tryphosella och familjen Lysianassidae. Inga underarter finns listade i Catalogue of Life.